# Eliana Jones
Eliana Jones (Toronto, 28 de outubro de 1997) é uma atriz canadense, conhecida pela participação na série Hemlock Grove.